# Pellenes levii
Pellenes levii is een spinnensoort in de taxonomische indeling van de springspinnen (Salticidae).
Het dier behoort tot het geslacht Pellenes. De wetenschappelijke naam van de soort werd voor het eerst geldig gepubliceerd in 1955 door Allen Lowrie & Willis J. Gertsch.